# Canton de Jussey
Le canton de Jussey est une circonscription électorale française située dans le département de la Haute-Saône et la région Bourgogne-Franche-Comté.

## Géographie
Ce canton est organisé autour de Jussey dans les arrondissements de Vesoul et de Lure. Son altitude varie de 209 m (Purgerot) à 492 m (Ambiévillers).

## Histoire
Par décret du 17 février 2014, le nombre de cantons du département est divisé par deux, avec mise en application aux élections départementales de mars 2015. Le canton de Jussey est conservé et s'agrandit. Il passe de 22 à 65 communes.

## Représentation

### Conseillers d'arrondissement (de 1833 à 1940)
| Période                                  | Période      | Identité                                           | Étiquette | Qualité |
| ---------------------------------------- | ------------ | -------------------------------------------------- | --------- | --- |
| 1833                                     | 1836         | Baron Charles Jules Xavier de Dalmassy (1799-1896) |           | Ancien magistrat, propriétaire à Richecourt                                                                 |
| 1836                                     | 1848         | M. Huvelin                                         |           | Médecin à Jussey                                                                                            |
|                                          |              |                                                    |           | |
| 1919                                     | 1925         | Abel Détroye                                       | Rad.      | Maire de Corre                                                                                              |
| 1925                                     | 1937 (décès) | Joseph Clesca (1865-1937)                          | Rad.      | Ancien instituteur public et directeur d'école, maire de Jussey, Président du Conseil d'arrondissement      |
| 1937                                     | 1937         | Jules Mougin                                       | Rad.      | Propriétaire à Jussey                                                                                       |
| 1937                                     | 1940         | Charles Aubriet                                    |           | Négociant, conseiller municipal de Jussey                                                                   |
| 1940                                     |              |                                                    |           | Les conseils d'arrondissement ont été suspendus par la loi du 12 octobre 1940 et n'ont jamais été réactivés |
| Les données manquantes sont à compléter. |              |                                                    |           | |

### Conseillers généraux de 1833 à 2015
| Période | Période      | Identité                               | Étiquette   | Qualité |
| ------- | ------------ | -------------------------------------- | ----------- | --- |
| 1833    | 1836         | Frédéric Ignace Fournier               |             | Propriétaire à Jussey, juge de paix du canton de Montbozon Maire de La Barre                                                                                          |
| 1836    | 1848         | Baron Charles Jules Xavier de Dalmassy |             | Propriétaire du château de Richecourt, maire d'Aisey, conseiller d'arrondissement                                                                                     |
| 1848    | 1852         | Charles Longchamps                     |             | Avocat à Vesoul |
| 1852    | 1870         | Baron Charles Jules Xavier de Dalmassy |             | Propriétaire du château de Richecourt à Aisey-et-Richecourt |
| 1870    | 1892 (décès) | Eugène Briot                           | Républicain | Docteur en droit, propriétaire Maire d'Ormoy |
| 1892    | 1903 (décès) | Charles Bontemps                       | Rad.        | Médecin militaire Maire de Jussey (1872-1903) Député (1897-1900) - Sénateur (1900-1903)                                                                               |
| 1903    | 1925         | Jules Jeanneney                        | Rad.        | Avoué Député (1902-1909) Sénateur (1909-1944) Sous-secrétaire d'Etat (1917-1920) Maire de Rioz Président du Conseil Général (1905-1925)                               |
| 1925    | 1937         | Abel Détroye                           | Rad.        | Industriel Maire de Corre, conseiller d'arrondissement |
| 1937    | 1940         | Jules Mougin                           | Rad.        | Propriétaire et Maire de Jussey, conseiller d'arrondissement Membre de la Commission administrative départementale (1941-1943) Nommé conseiller départemental en 1943 |
|         |              |                                        |             | |
| 1945    | 1955         | Jules Mougin                           | Rad.        | Propriétaire à Jussey |
| 1955    | 1982 (décès) | Henri Jacquot                          | RI puis CNI | Minotier Maire de Corre |
| 1982    | 2004         | Georges Lasne                          | UDF         | Chef de service retraité, premier adjoint au maire de Jussey |
| 2004    | 2015         | Michel Désiré                          | PS          | Professeur Maire de Passavant-la-Rochère |

### Représentation à partir de 2015
| Période élective | Période élective | Mandat | Mandat   | Identité         | Nuance | Nuance | Qualité |
| ---------------- | ---------------- | ------ | -------- | ---------------- | ------ | ------ | --- |
| 2015             | 2021             | 2015   | 2021     | Corinne Bonnard  |        | LR     | Cadre Conseillère municipale de Combeaufontaine |
| 2015             | 2021             | 2015   | 2021     | Olivier Rietmann |        | LR     | Exploitant agricole Maire de Jussey (2014 → 2020) Vice-président de la CC des Hauts du Val de Saône (2020 → 2020) Sénateur de la Haute-Saône (2020 → ) |
| 2021             | 2028             | 2021   | en cours | Corinne Bonnard  |        | LR     | Conseillère sortante |
| 2021             | 2028             | 2021   | en cours | Olivier Rietmann |        | LR     | Conseiller sortant |

### Résultats détaillés

#### Élections de mars 2015
À l'issue du 1er tour des élections départementales de 2015, deux binômes sont en ballottage : Corinne Bonnard et Olivier Rietmann (UMP, 33,98 %) et Michel Désiré et Joëlle Laure-Libersa (DVG, 32,52 %). Le taux de participation est de 62,47 % (6 373 votants sur 10 201 inscrits) contre 59,21 % au niveau départemental et 50,17 % au niveau national.
Au second tour, Corinne Bonnard et Olivier Rietmann (UMP) sont élus avec 52,63 % des suffrages exprimés et un taux de participation de 62,58 % (3 033 voix pour 6 381 votants et 10 197 inscrits).

#### Élections de juin 2021
Le premier tour des élections départementales de 2021 est marqué par un très faible taux de participation (33,26 % au niveau national). Dans le canton de Jussey, ce taux de participation est de 45,33 % (4 467 votants sur 9 854 inscrits) contre 40,34 % au niveau départemental. À l'issue de ce premier tour, deux binômes sont en ballottage : Corinne Bonnard et Olivier Rietmann (LR, 41,98 %) et Virginie Henninger et Loïc Raclot (Divers, 34,65 %).
Le second tour des élections est marqué une nouvelle fois par une abstention massive équivalente au premier tour. Les taux de participation sont de 34,36 % au niveau national, 42,9 % dans le département et 48,08 % dans le canton de Jussey. Corinne Bonnard et Olivier Rietmann (LR) sont élus avec 53,35 % des suffrages exprimés (2 310 voix pour 4 736 votants et 9 850 inscrits),,.

## Composition

### Composition avant 2015
Le canton de Jussey regroupait 22 communes.
| Nom                  | Code Insee | Codepostal | Superficie (km2) | Population (dernière pop. légale) | Densité (hab./km2) |
| -------------------- | ---------- | ---------- | ---------------- | --------------------------------- | ------------------ |
| Jussey (chef-lieu)   | 70292      | 70500      | 33,55            | 1 718 (2012)                      | 51                 |
| Aisey-et-Richecourt  | 70009      | 70500      | 7,80             | 100 (2012)                        | 13                 |
| Barges               | 70049      | 70500      | 7,91             | 90 (2012)                         | 11                 |
| La Basse-Vaivre      | 70051      | 70210      | 3,54             | 45 (2012)                         | 13                 |
| Betaucourt           | 70066      | 70500      | 7,17             | 158 (2012)                        | 22                 |
| Blondefontaine       | 70074      | 70500      | 13,40            | 261 (2012)                        | 19                 |
| Bourbévelle          | 70086      | 70500      | 5,37             | 83 (2012)                         | 15                 |
| Bousseraucourt       | 70091      | 70500      | 7,58             | 54 (2012)                         | 7,1                |
| Cemboing             | 70112      | 70500      | 10,51            | 207 (2012)                        | 20                 |
| Cendrecourt          | 70114      | 70500      | 9,31             | 233 (2012)                        | 25                 |
| Corre                | 70177      | 70500      | 9,13             | 582 (2012)                        | 64                 |
| Demangevelle         | 70202      | 70210      | 14,62            | 318 (2012)                        | 22                 |
| Jonvelle             | 70291      | 70500      | 12,37            | 141 (2012)                        | 11                 |
| Magny-lès-Jussey     | 70320      | 70500      | 9,31             | 120 (2012)                        | 13                 |
| Montcourt            | 70359      | 70500      | 4,92             | 68 (2012)                         | 14                 |
| Ormoy                | 70399      | 70500      | 19,54            | 225 (2012)                        | 12                 |
| Passavant-la-Rochère | 70404      | 70210      | 29,89            | 667 (2012)                        | 22                 |
| Raincourt            | 70436      | 70500      | 8,28             | 126 (2012)                        | 15                 |
| Ranzevelle           | 70437      | 70500      | 2,38             | 27 (2012)                         | 11                 |
| Tartécourt           | 70496      | 70500      | 2,29             | 34 (2012)                         | 15                 |
| Villars-le-Pautel    | 70554      | 70500      | 12,18            | 185 (2012)                        | 15                 |
| Vougécourt           | 70576      | 70500      | 8,88             | 152 (2012)                        | 17                 |

### Composition depuis 2015
Le nouveau canton de Jussey comprend soixante-cinq communes entières.
| Nom                            | Code Insee | Intercommunalité             | Superficie (km2) | Population (dernière pop. légale) | Densité (hab./km2) | Modifier                                    |
| ------------------------------ | ---------- | ---------------------------- | ---------------- | --------------------------------- | ------------------ | ------------------------------------------- |
| Jussey (bureau centralisateur) | 70292      | CC des Hauts du Val de Saône | 33,55            | 1 550 (2022)                      | 46                 | modifier les données · modifier les données |
| Aboncourt-Gesincourt           | 70002      | CC des Hauts du Val de Saône | 10,68            | 216 (2022)                        | 20                 | modifier les données · modifier les données |
| Aisey-et-Richecourt            | 70009      | CC des Hauts du Val de Saône | 7,80             | 99 (2022)                         | 13                 | modifier les données · modifier les données |
| Alaincourt                     | 70010      | CC de la Haute Comté         | 5,83             | 98 (2022)                         | 17                 | modifier les données · modifier les données |
| Ambiévillers                   | 70013      | CC de la Haute Comté         | 12,30            | 73 (2022)                         | 5,9                | modifier les données · modifier les données |
| Arbecey                        | 70025      | CC des Hauts du Val de Saône | 16,71            | 236 (2022)                        | 14                 | modifier les données · modifier les données |
| Augicourt                      | 70035      | CC des Hauts du Val de Saône | 9,06             | 171 (2022)                        | 19                 | modifier les données · modifier les données |
| Barges                         | 70049      | CC des Hauts du Val de Saône | 7,91             | 78 (2022)                         | 9,9                | modifier les données · modifier les données |
| La Basse-Vaivre                | 70051      | CC de la Haute Comté         | 3,54             | 44 (2022)                         | 12                 | modifier les données · modifier les données |
| Betaucourt                     | 70066      | CC des Hauts du Val de Saône | 7,17             | 181 (2022)                        | 25                 | modifier les données · modifier les données |
| Betoncourt-sur-Mance           | 70070      | CC des Hauts du Val de Saône | 3,72             | 25 (2022)                         | 6,7                | modifier les données · modifier les données |
| Blondefontaine                 | 70074      | CC des Hauts du Val de Saône | 13,40            | 233 (2022)                        | 17                 | modifier les données · modifier les données |
| Bougey                         | 70078      | CC des Hauts du Val de Saône | 8,56             | 98 (2022)                         | 11                 | modifier les données · modifier les données |
| Bourbévelle                    | 70086      | CC des Hauts du Val de Saône | 5,37             | 75 (2022)                         | 14                 | modifier les données · modifier les données |
| Bourguignon-lès-Morey          | 70089      | CC des Hauts du Val de Saône | 9,84             | 45 (2022)                         | 4,6                | modifier les données · modifier les données |
| Bousseraucourt                 | 70091      | CC des Hauts du Val de Saône | 7,58             | 45 (2022)                         | 5,9                | modifier les données · modifier les données |
| Cemboing                       | 70112      | CC des Hauts du Val de Saône | 10,51            | 168 (2022)                        | 16                 | modifier les données · modifier les données |
| Cendrecourt                    | 70114      | CC des Hauts du Val de Saône | 9,31             | 202 (2022)                        | 22                 | modifier les données · modifier les données |
| Chargey-lès-Port               | 70133      | CC Terres de Saône           | 13,05            | 236 (2022)                        | 18                 | modifier les données · modifier les données |
| Charmes-Saint-Valbert          | 70135      | CC des Hauts du Val de Saône | 5,00             | 32 (2022)                         | 6,4                | modifier les données · modifier les données |
| Chauvirey-le-Châtel            | 70143      | CC des Hauts du Val de Saône | 11,76            | 114 (2022)                        | 9,7                | modifier les données · modifier les données |
| Chauvirey-le-Vieil             | 70144      | CC des Hauts du Val de Saône | 3,37             | 27 (2022)                         | 8,0                | modifier les données · modifier les données |
| Cintrey                        | 70153      | CC des Hauts du Val de Saône | 6,08             | 97 (2022)                         | 16                 | modifier les données · modifier les données |
| Combeaufontaine                | 70165      | CC des Hauts du Val de Saône | 12,19            | 555 (2022)                        | 46                 | modifier les données · modifier les données |
| Confracourt                    | 70169      | CC des Combes                | 19,69            | 212 (2022)                        | 11                 | modifier les données · modifier les données |
| Cornot                         | 70175      | CC des Hauts du Val de Saône | 11,19            | 132 (2022)                        | 12                 | modifier les données · modifier les données |
| Corre                          | 70177      | CC des Hauts du Val de Saône | 9,13             | 594 (2022)                        | 65                 | modifier les données · modifier les données |
| Demangevelle                   | 70202      | CC de la Haute Comté         | 14,62            | 261 (2022)                        | 18                 | modifier les données · modifier les données |
| Fouchécourt                    | 70244      | CC des Hauts du Val de Saône | 4,47             | 120 (2022)                        | 27                 | modifier les données · modifier les données |
| Gevigney-et-Mercey             | 70267      | CC des Hauts du Val de Saône | 19,45            | 517 (2022)                        | 27                 | modifier les données · modifier les données |
| Gourgeon                       | 70272      | CC des Hauts du Val de Saône | 13,69            | 178 (2022)                        | 13                 | modifier les données · modifier les données |
| Hurecourt                      | 70287      | CC de la Haute Comté         | 4,93             | 47 (2022)                         | 9,5                | modifier les données · modifier les données |
| Jonvelle                       | 70291      | CC des Hauts du Val de Saône | 12,37            | 101 (2022)                        | 8,2                | modifier les données · modifier les données |
| Lambrey                        | 70293      | CC des Hauts du Val de Saône | 6,08             | 67 (2022)                         | 11                 | modifier les données · modifier les données |
| Lavigney                       | 70298      | CC des Hauts du Val de Saône | 9,93             | 123 (2022)                        | 12                 | modifier les données · modifier les données |
| Magny-lès-Jussey               | 70320      | CC des Hauts du Val de Saône | 9,31             | 95 (2022)                         | 10                 | modifier les données · modifier les données |
| Malvillers                     | 70329      | CC des Hauts du Val de Saône | 7,09             | 67 (2022)                         | 9,4                | modifier les données · modifier les données |
| Melin                          | 70337      | CC des Hauts du Val de Saône | 5,73             | 55 (2022)                         | 9,6                | modifier les données · modifier les données |
| Molay                          | 70350      | CC des Hauts du Val de Saône | 7,66             | 68 (2022)                         | 8,9                | modifier les données · modifier les données |
| Montcourt                      | 70359      | CC des Hauts du Val de Saône | 4,92             | 52 (2022)                         | 11                 | modifier les données · modifier les données |
| Montdoré                       | 70360      | CC de la Haute Comté         | 7,59             | 70 (2022)                         | 9,2                | modifier les données · modifier les données |
| Montigny-lès-Cherlieu          | 70362      | CC des Hauts du Val de Saône | 20,98            | 121 (2022)                        | 5,8                | modifier les données · modifier les données |
| La Neuvelle-lès-Scey           | 70386      | CC des Combes                | 6,46             | 170 (2022)                        | 26                 | modifier les données · modifier les données |
| Oigney                         | 70392      | CC des Hauts du Val de Saône | 7,97             | 41 (2022)                         | 5,1                | modifier les données · modifier les données |
| Ormoy                          | 70399      | CC des Hauts du Val de Saône | 19,54            | 205 (2022)                        | 10                 | modifier les données · modifier les données |
| Ouge                           | 70400      | CC des Savoir-Faire          | 13,49            | 108 (2022)                        | 8,0                | modifier les données · modifier les données |
| Passavant-la-Rochère           | 70404      | CC de la Haute Comté         | 29,89            | 537 (2022)                        | 18                 | modifier les données · modifier les données |
| Pont-du-Bois                   | 70419      | CC de la Haute Comté         | 8,15             | 115 (2022)                        | 14                 | modifier les données · modifier les données |
| Preigney                       | 70423      | CC des Hauts du Val de Saône | 12,18            | 115 (2022)                        | 9,4                | modifier les données · modifier les données |
| Purgerot                       | 70427      | CC Terres de Saône           | 14,11            | 328 (2022)                        | 23                 | modifier les données · modifier les données |
| La Quarte                      | 70430      | CC des Savoir-Faire          | 3,19             | 63 (2022)                         | 20                 | modifier les données · modifier les données |
| Raincourt                      | 70436      | CC des Hauts du Val de Saône | 8,28             | 110 (2022)                        | 13                 | modifier les données · modifier les données |
| Ranzevelle                     | 70437      | CC des Hauts du Val de Saône | 2,38             | 16 (2022)                         | 6,7                | modifier les données · modifier les données |
| La Roche-Morey                 | 70373      | CC des Hauts du Val de Saône | 29,39            | 297 (2022)                        | 10                 | modifier les données · modifier les données |
| La Rochelle                    | 70450      | CC des Savoir-Faire          | 4,23             | 45 (2022)                         | 11                 | modifier les données · modifier les données |
| Rosières-sur-Mance             | 70454      | CC des Hauts du Val de Saône | 5,22             | 54 (2022)                         | 10                 | modifier les données · modifier les données |
| Saint-Marcel                   | 70468      | CC des Hauts du Val de Saône | 7,10             | 90 (2022)                         | 13                 | modifier les données · modifier les données |
| Selles                         | 70485      | CC de la Haute Comté         | 14,36            | 217 (2022)                        | 15                 | modifier les données · modifier les données |
| Semmadon                       | 70486      | CC des Hauts du Val de Saône | 10,82            | 108 (2022)                        | 10,0               | modifier les données · modifier les données |
| Tartécourt                     | 70496      | CC des Hauts du Val de Saône | 2,29             | 29 (2022)                         | 13                 | modifier les données · modifier les données |
| Vauvillers                     | 70526      | CC de la Haute Comté         | 9,50             | 611 (2022)                        | 64                 | modifier les données · modifier les données |
| Vernois-sur-Mance              | 70548      | CC des Hauts du Val de Saône | 8,03             | 131 (2022)                        | 16                 | modifier les données · modifier les données |
| Villars-le-Pautel              | 70554      | CC des Hauts du Val de Saône | 12,18            | 180 (2022)                        | 15                 | modifier les données · modifier les données |
| Vitrey-sur-Mance               | 70572      | CC des Hauts du Val de Saône | 13,48            | 297 (2022)                        | 22                 | modifier les données · modifier les données |
| Vougécourt                     | 70576      | CC des Hauts du Val de Saône | 8,88             | 163 (2022)                        | 18                 | modifier les données · modifier les données |
| Canton de Jussey               | 7005       |                              | 674,24           | 11 608 (2022)                     | 17                 | modifier les données                        |

## Démographie

### Démographie avant 2015
| 1962  | 1968  | 1975  | 1982  | 1990  | 1999  | 2006  | 2011  | 2012  |
| ----- | ----- | ----- | ----- | ----- | ----- | ----- | ----- | ----- |
| 8 341 | 7 885 | 7 477 | 6 993 | 6 237 | 6 012 | 5 695 | 5 644 | 5 594 |

### Démographie depuis 2015
En 2022, le canton comptait 11 608 habitants, en évolution de −4,26 % par rapport à 2016 (Haute-Saône : −1,4 %, France hors Mayotte : +2,11 %).
| 2013   | 2018   | 2022   |
| ------ | ------ | ------ |
| 12 391 | 11 853 | 11 608 |